# ماریادی‌بی

لمپ

ماریادی‌بی (به انگلیسی: MariaDB) یک سامانهٔ مدیریت دادگان است که انشعابی از مای‌اس‌کیوال شمرده می‌شود.
برنامه‌های موجود برای مای‌اس‌کیوال باید بتوانند بدون مشکل و در برخی سناریوهای خاص با عملکرد بهتر در ماریادی‌بی اجرا شوند. به جز بهبود عملکرد نسبت به مای‌اس‌کیوال، ماریادی‌بی تحت پروانهٔ آزاد جی‌پی‌ال ارائه می‌شود که این موضوع با توجه به ابهاماتی که در مورد مجوزهای آیندهٔ مای‌اس‌کیوال وجود دارد دارای اهمیت است.
پس از اینکه شرکت سان مای‌اس‌کیوال را خریداری کرد، مانتی ویندنیوس که از بنیانگذاران مای‌اس‌کیوال است در پی اختلاف نظر در مورد فرایند توسعهٔ مای‌اس‌کیوال شرکت سان را ترک کرد و با بنیانگذاری مانتی پروگرم ای‌بی به توسعهٔ ماریادی‌بی پرداخت. به گفتهٔ ویندنیوس یکی از اهداف اصلی ایجاد ماریادی‌بی ایجاد محیطی باز برای مشارکت جامعهٔ کاربری در فرایند توسعه است.
ماریادی‌بی از ماریا استوریج انجین به عنوان موتور ذخیره‌سازی اصلی‌اش استفاده می‌کند.

## کاربردها
نرم‌افزارهای کاربردی زیر رسماً از ماریادی‌بی پشتیبانی می‌کنند:
- جوملا
- وردپرس
- دروپال
- Kajona
- مدیاویکی
- پی‌اچ‌پی‌مای‌ادمین
- Plone
- SaltOS
- چارچوب زند

### کاربران مهم
- ویکی‌پدیا[۸]
- فدورا (از فدورا ۱۹)[۹]
- اپن‌سوزه (از اپن‌سوزه ۱۲٫۳)[۱۰]
- موزیلا[۱۱]
- چاکرا گنو/لینوکس[۱۲]
- اسلکور[۱۳]
- آرچ‌لینوکس[۱۴]

## واژه‌نامه
1. ↑  database management system
2. ↑  Monty Windenius
3. ↑  Monty Program AB
4. ↑  Maria Storage Engine